# Bactrophalangium ghissaricum
Bactrophalangium ghissaricum is een hooiwagen uit de familie echte hooiwagens (Phalangiidae). De wetenschappelijke naam van Bactrophalangium ghissaricum gaat terug op Gricenko.